# Odontoschisma fluitans
Odontoschisma fluitans — вид печіночників порядку юнгерманіальних (Jungermanniales).

## Поширення
Батьківщиною є Європа, Азія, Північна Америка.
Цей вид мешкає у багатих світлом і вологих до дуже вологих місцях в оліготрофних верхових і проміжних болотах, також занурених у воду.

## Характеристика
Рослини від зеленого до червонувато-коричневого кольору мають ширину від 1 до 2,5 міліметрів і зазвичай кілька сантиметрів у довжину, але також можуть досягати 20 сантиметрів у довжину у затоплених форм. Вони утворюють галявинки чи спорадично ростуть серед інших мохів, іноді занурюючись у воду в болотистих ямах. Білуваті, часто безлисті столони виходять з нижньої сторони стебла, ростуть вертикально вниз і можуть проникати глибоко в заселений субстрат. Бокові листки в обрисі яйцеподібні, стирчать в сторони і трохи спрямовані вперед. Верхня третина або чверть довжини листа розділена на дві тупі частки різної величини. Невеликі нижні листки прилягають щільно до стебла і мають коротку трикутну або ланцетну форму або дволопатеві. Клітини листя з тонкими стінками мають розмір приблизно від 30 до 55 мікрометрів у середині листка та містять від 4 до 10 сферичних або овальних масляних тілець. Статевий розподіл дводомний. Чоловічі та жіночі рослини зустрічаються змішано. Спорофіти рідкісні, а виводкові тіла відсутні. 